# Aero Asia
A Aero Asia é uma companhia aérea do Paquistão.